# Theresa Wolff – Der schönste Tag
Theresa Wolff – Der schönste Tag ist ein deutscher Fernsehfilm von Bruno Grass aus dem Jahr 2023 und die dritte Folge der ZDF-Kriminalfilmreihe Theresa Wolff – Der Thüringenkrimi mit Nina Gummich in der Titelrolle als Rechtsmedizinerin. Die Episode hat eine Länge von ca. 88 Minuten und wurde am 6. Mai 2023 auf dem Sendeplatz ZDF-Samstagskrimi erstmals im deutschen Fernsehen ausgestrahlt. Sie ist seit dem 26. April 2023 für ein Jahr in der ZDF-Mediathek abrufbar.

## Handlung
Ein junger Mann feiert in einem Jenaer Club. Er ist fröhlich, gut gelaunt, strahlt, tanzt ausgelassen mit seiner Freundin und freut sich auf seinen schönsten Tag. Am nächsten Morgen liegt er tot am Ufer der Saale, mit einer Wunde am Kopf, 1,8 Promille Alkohol im Blut, ertrunken in einer Pfütze.
Der junge Mann ist Patrik Kempter. Die Obduktion ergibt schnell, dass er sich in mehreren Operation einer Geschlechtsangleichung unterzogen hatte, die vermutlich im osteuropäischen Ausland vorgenommen wurde. Ob sein Tod ein unglücklicher Zufall war oder Mord ist zu klären.
Patrik Kempter studierte BWL an der Friedrich-Schiller-Universität und war Mitglied in einer schlagenden Burschenschaft. Das wirft bei den Ermittlern die Frage auf, was einen Transmann in eine Umgebung zieht, die eher für ein traditionelles Rollenbild bekannt ist, dem er kaum entsprochen haben dürfte.
Patriks Freundin, Isabelle Saleh, ist ebenfalls Studentin. Auf die Nachricht seines Todes reagiert sie niedergeschmettert, fragt aber auffällig detailliert nach den Todesumständen. Von ihr erfahren die Ermittler, dass Patrik in der Burschenschaft ständig Angst davor hatte, entdeckt zu werden. Patriks Verletzungen im Genitalbereich könnten von einem eskalierten Streit herrühren und auf ein transphobes Motiv hindeuten. Tatsächlich scheint Magnus Battenfeld, der Senior der Burschenschaft, gezielt zu versuchen, Spuren zu beseitigen. Und Martin Wondrack, ebenfalls Burschenschafter, der mit Patrik am Abend seines Todes gemeinsam im Club war, wird von einer Zeugin bezichtigt, Patriks Freundin Isabelle den ganzen Abend angestarrt zu haben.
So konzentrieren sich die Ermittlungen zunächst auf die Burschenschaft, umso mehr, da sich noch zwei alte Herren einschalten. Der eine, Prof. Arno Pentz, war Theresa Wolffs früherer Professor und Mentor. Sie hat trotz ihrer Skepsis Burschenschaften gegenüber noch immer größten Respekt vor ihm. Einem Versuch seinerseits, sie bei den Ermittlungen zu beeinflussen, widersteht sie aber. Der andere, Johann Rottwald, hat für Patrik eine große Karriere in seiner Firma geplant. Er sah in ihm einen Mann mit „Biss“. Auf diese Karriere hatte allerdings auch der Senior Magnus Battenfeld gehofft, was ein weiteres Motiv sein könnte. Martin Wondrack hingegen stellt sich als enger Freund Patriks heraus, der als einer der Wenigen schon früh Bescheid wusste und Patrik in vielfältiger Weise unterstützt hat. Es deutet sich an, dass Martin mehr als nur freundschaftliche Gefühle für Patrik hegt.
Das gefasste und eher emotionslose Verhalten von Isabelle Saleh, als sie ihres toten Freund noch einmal in der Rechtsmedizin sehen darf, weckt in Theresa Wolff eine furchtbare Ahnung. Sie kann Isabelle trotz mehrerer Versuche nicht erreichen, findet sie aber schließlich am Ufer der Saale nach einem – eher halbherzigen – Versuch, sich das Leben zu nehmen. Theresa Wolff begleitet die junge Frau nach Hause und lässt sie auch über Nacht nicht alleine. Dabei findet sie ein Medikament, das sie als Serotonin-Wiederaufnahmehemmer erkennt, ein Antidepressivum, das als schwere Nebenwirkung unter anderem Störungen der Sexualfunktion in Form von genitaler Gefühlstaubheit hervorrufen kann. Sie kommt zu der Vermutung, dass diese Nebenwirkung Sex für Isabelle zu einem Albtraum werden ließ, dass schon die Nähe eines Mannes in ihr Ängste und Panik auslösen würde. Was bei Patrik nicht zutraf, hier musste sie nicht fürchten, dass er mehr als Zärtlichkeit wollte, da er schon anatomisch zu mehr nicht in der Lage war. Patrik litt jedoch darunter, nicht ganz „seinen Mann stehen zu können“ und hat sich daher erst kürzlich in einer weiteren Operation ein Schwellkörper-Implantat einsetzen lassen.
Theresa Wolff gelingt es, Fragmente einer Daunenfeder in Patriks Haaren zu sichern. Daraus folgt mit hoher Wahrscheinlichkeit, dass die Daunenjacke, die Patrik immer trug, beim Kampf beschädigt wurde und sich folglich weitere Fragmente am Tatort finden lassen müssten, der so zweifelsfrei identifiziert werden könnte. Außerdem taucht eine E-Mail von den Anwälten der Burschenschaft auf, in der Patrik massiv gedroht wird. Er sollte eine Verschwiegenheitserklärung unterzeichnen und die Burschenschaft verlassen. Im Gegenzug würden ihm und seiner Freundin bis zum Ende seines Studiums ein Zimmer zuzüglich einer monatlichen Apanage finanziert werden. Diese Drohung genügt für eine Haussuchung bei der Burschenschaft, die bis dahin über ihre Anwälte hatte mitteilen lassen, nur auf staatsanwaltliche Anordnung hin weiter mit der Polizei reden zu wollen. Bei der Durchsuchung gesteht Magnus Battenfeld, Patrik die Verletzungen im Genitalbereich zugefügt und seine Jacke zerschnitten zu haben. Die Kopfverletzung habe er jedoch schon bei seinem Eintreffen in der Burschenschaft gehabt, was der ermittelnde Kommissar Lewandowski ihm zunächst nicht glaubt. 
Für Theresa Wolff klingt die Darstellung jedoch plausibel. Von Isabelle Saleh erfährt sie, dass der schönste Tag, wie Patrik ihn plante, damit enden sollte, dass die beiden auch körperlich ganz nah beieinander sein würden. Das konnte Isabelle aber nicht ertragen. Schließlich sah sie in dem Schlag auf seinen Hinterkopf die einzige Möglichkeit, sein Drängen zu beenden. Für Patrik war das ein Schock. Er verließ ihre Wohnung, betrank sich und kehrte in die Burschenschaft zurück, wo er Magnus Battenfeld zum Mensurfechten herausforderte und es zu der Verletzung im Genitalbereich kam. In seiner Verzweiflung, von Isabelle zurückgewiesen worden zu sein, wollte ihn sein Freund Martin trösten, was Patrik vollends verwirrte und er Martin ebenso heftig zurückwies, sodass Martin seinen zusammenbrechenden Freund am Saaleufer sich selbst überließ. Am Ende haben die Ermittler drei Täter, aber keinen Mörder.

## Produktionsnotizen
Die Dreharbeiten für Theresa Wolff – Der schönste Tag fanden im Zeitraum vom 28. Juni bis zum 28. Juli 2022 unter dem Arbeitstitel Ikarus in Jena und Umgebung statt.
Teile der Handlung spielen im Paradiespark, den es unter diesem Namen in Jena nicht gibt. Gemeint sein wird das Paradies, ein (verhältnismäßig kleiner) Teil des Volksparks Oberaue oder auch der gesamte, bei Studenten sehr beliebte Volkspark. Gedreht wurde allerdings an der Alten Burgauer Brücke, die etwas flussaufwärts zwar noch im Stadtgebiet liegt, aber nicht mehr Teil des Volkspark Oberaue ist.

## Rezeption

### Kritiken
Auf tittelbach.tv urteilte  Tilmann P. Gangloff lobend: „Das Autorenduo Hansjörg Thurn und Carl-Christian Demke erzählt die Geschichte mit großer Sorgfalt und angemessenem Feingefühl; wohl überlegt auch die Erklärungen zum diffizilen Thema Geschlechtsumwandlung. Viele Szenen lassen zudem erkennen, dass Regisseur Bruno Grass und Kameramann Andreas Doub die ungewöhnliche Handlung nicht gewöhnlich verpacken wollten.“
Oliver Armknecht von film-rezensionen.de wertete: Der Film „nimmt sich des Reizthemas Transsexualität an, als die Leiche eines jungen Mannes gefunden wird. Die Absicht war gut, die Umsetzung ist es weniger. Nicht nur die Holzhammer-Moral, sondern auch die umständlich konstruierte Geschichte fallen negativ auf und schaden damit dem wichtigen Thema.“ „So vergisst der Film zwischenzeitlich immer mal wieder, dass da ein Mord aufzuklären ist, wenn das Drama im Vordergrund steht. Das betrifft nicht nur den Toten, auch bei anderen wurden irgendwelche traurigen Geschichten ersonnen. Dafür ist die Auflösung ungewöhnlich. Zwar ist diese ebenfalls ein bisschen arg konstruiert. Aber es ist doch interessant, wie ‚Theresa Wolff: Der schönste Tag‘ an dieser Stelle die Erwartungen unterläuft und manches anders läuft, als es eigentlich abzusehen gewesen wäre – auch im Hinblick auf die Figuren, die komplizierter sein dürfen. Dennoch, als reinen Krimi muss man sich das nicht anschauen. Wer einen solchen sehen will, der verbringt den Abend besser anderweitig.“
Bei Prisma.de schrieb Elisa Eberle: „Es ist eine knifflige und daher auch höchst spannende Geschichte. Die sensible und bedachte Erzählweise der Autoren Hansjörg Thurn und Carl-Christian Demke ist zweifellos die besondere Stärke des Films.“ Theresa Wolff: Der schönste Tag „erklärt, jedoch [wird] nicht mit erhobenem Zeigefinger doziert […]. Nur so können langfristig Vorurteile abgebaut und Akzeptanz geschaffen werden.“
Carlota Brandis von der FAZ urteilte: „Die Gerichtsmedizinerin Theresa Wolff löst den Mordfall eines Transmanns in Jena und tritt als weiblicher Sherlock Holmes in Thüringen auf. Die Autoren haben sich viel vorgenommen – zu viel.“

### Einschaltquoten
Die Erstausstrahlung von Theresa Wolff – Der schönste Tag am 6. Mai 2023 wurde in Deutschland von 5,93 Millionen Zuschauern gesehen und erreichte einen Marktanteil von 23,8 Prozent für das Zweite Deutschen Fernsehen.